# Szemu’el Tamir

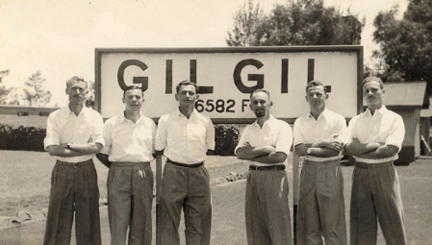
Członkowie Irgunu przetrzymani w obozie w Kenii, od lewej: Arje Mechulal, Re’uwen Rubinstein, Cewi Hadasi, Dow Milman, Szemu’el Tamir i Me’ir Szamgar (późniejszy prezes Sądu Najwyższego)

Szemu’el Tamir (hebr.: שמואל תמיר, ang.: Shmuel Tamir, ur. 10 marca 1923 w Jerozolimie, zm. 29 czerwca 1987) – izraelski prawnik i polityk, w latach 1965–1981 poseł do Knesetu, w latach 1977–1980 minister sprawiedliwości. W młodości bojownik Irgunu.

## Życiorys
Urodził się 10 marca 1923 w Jerozolimie, w ówczesnym Brytyjskim Mandacie Palestyny jako Szemu’el Kacnelson. Już w 1938 przyłączył się do żydowskiej organizacji paramilitarnej Irgun. Sześć lat później, po ogłoszeniu Rewolty, został dowódcą w jerozolimskim oddziale tej organizacji. Dowodził operacją wysadzenia w powietrze mandatowych urzędów podatkowych w Jerozolimie. Został następnie szefem wywiadu, a w 1946 zastępcą dowódcy Irgunu w dystrykcie Jerozolimy. Dwukrotnie aresztowany przez władze brytyjskie – w 1944 i w 1946, po drugim aresztowaniu był przetrzymywany w obozie w Kenii. Zwolniony w 1948, powrócił do niepodległego Izraela. Jak większość członków Irgunu znalazł się wśród założycieli Herutu, jednak w 1952 opuścił partię.
Ukończył Jerozolimską Szkołę Prawa na Uniwersytecie Hebrajskim, pracował w zawodzie prawnika. W latach pięćdziesiątych prowadził wiele znanych spraw, reprezentował m.in. Malchiela Gruenwalda w sprawie przeciw Rudolfowi Kastnerowi, prowadzonej przed sędzią Binjaminem Halewim.
W 1957 był jednym z założycieli ruchu „Nowy Reżim”. W 1964 powrócił do Herutu i z sukcesem wystartował w wyborach parlamentarnych w 1965 z listy Gahalu, współtworzonej przez Herut i liberałów. W szóstym Knesecie zasiadał w komisjach kontroli państwa, finansów oraz budownictwa. W 1966 został wyrzucony z macierzystego ugrupowania, pozostał jednak we frakcji Gahalu, którą opuścił 29 marca 1967 wraz z Eli’ezerem Szostakiem i Awrahamem Ti’arem tworząc nowe ugrupowanie – Wolne Centrum.
W wyborach w 1969 uzyskał reelekcję, a w Knesecie siódmej kadencji był członkiem komisji spraw gospodarczych. Przed kolejnymi wyborami doszło do zjednoczenia partii centroprawicowych – Gahalu, Wolnego Centrum, Listy Państwowej oraz Ruchu na rzecz Wielkiego Izraela – i powstania Likudu, z którego listy ponownie zdobył mandat poselski. W ósmym Knesecie przewodniczył frakcji parlamentarnej Likudu oraz kierował komisją spraw gospodarczych. Był także członkiem komisji pracy oraz spraw zagranicznych i obrony. 26 października 1976, wraz z Akiwą Nofem opuścił macierzyste ugrupowanie, na nowo tworząc Wolne Centrum. 21 stycznia 1977 zrezygnował z zasiadania w parlamencie, mandat po nim objęła Zita Linker.
Dołączył do Szinui, która w wyborach w maju 1977 utworzyła koalicję Demokratyczny Ruch dla Zmian (Dasz). Tamir uzyskał reelekcję, a w dziewiątym Knesecie został członkiem komisji finansów; spraw zagranicznych i obrony oraz konstytucyjnej, prawa i sprawiedliwości. 24 października dołączył do – utworzonego cztery miesiące wcześniej – pierwszego prawicowego rządu w Izraelu, zostając ministrem sprawiedliwości, w miejsce sprawującego ten urząd premiera Menachema Begina. 14 września 1978 doszło do podziału w Dasz – Tamir, Szelomo Elijjahu, Szafik Asad, Mordechaj Elgrabli, Binjamin Halewi, Akiwa Nof i Jigael Jadin współtworzyli Ruch Demokratyczny. Ministrem sprawiedliwości pozostał do 5 sierpnia 1980, wkrótce zastąpił go Mosze Nissim. Po kolejnych odejściach w marcu 1981 Ruch Demokratyczny przestał istnieć, a Tamir do końca kadencji zasiadał w ławach Knesetu jako niezależny. W lipcu 1981 utracił miejsce w parlamencie.
W latach 1983–1985 kierował zespołem, który zajmował się wymianą jeńców wojennych podczas wojny libańskiej. Zmarł 29 czerwca 1987.

## Życie prywatne
Jego matką była Batszewa Kacnelson, w latach 1951–1955 posłanka do Knesetu. Jego ciotka Rachel była żoną Zalmana Szazara również posła, a w latach 1963–1973 prezydenta Izraela. Był szwagrem poety i polityka Uriego-Cewiego Grinberga.